# Corpo nero

L'andamento delle curve di Planck per il corpo nero. In ascissa la lunghezza d'onda, in ordinata l'intensità della radiazione.

In fisica, un corpo nero è un oggetto ideale che assorbe tutta la radiazione elettromagnetica incidente e non la riflette. Per questo motivo, è detto "nero", secondo l'interpretazione classica del colore dei corpi.
Assorbendo tutta l'energia incidente, per la legge di conservazione dell'energia il corpo nero re-irradia tutta l'energia assorbita (emissività = assorbanza = 1). Si tratta di una idealizzazione fisica, dal momento che in natura non esistono corpi che soddisfano perfettamente tale caratteristica.
La radiazione emessa da un corpo nero viene detta radiazione del corpo nero e la densità di energia irradiata spettro di corpo nero. Lo spettro (intensità o densità della radiazione emessa in funzione della lunghezza d'onda o della frequenza) di un corpo nero è uno spettro dalla caratteristica forma a campana (più o meno asimmetrica e più o meno schiacciata) dipendente unicamente dalla sua temperatura T e non dalla materia che lo compone. La differenza tra lo spettro di un oggetto reale (per esempio il sole) e quello di un corpo nero ideale permette di individuare la composizione chimica di tale oggetto (nel caso del sole, idrogeno ed elio). Tale analisi viene realizzata nell'ambito della spettroscopia.
Negli esperimenti in laboratorio un corpo nero è costituito da un oggetto cavo mantenuto a temperatura costante (una sorta di forno) le cui pareti emettono e assorbono continuamente radiazioni su tutte le possibili lunghezze d'onda dello spettro elettromagnetico. Come evidenziato nel grafico a lato, applicando le equazioni di Maxwell alle radiazioni emesse e assorbite dalle pareti, risulta che al diminuire della lunghezza d'onda si ottengono valori di intensità di irraggiamento (W/m²) che tendono all'infinito (cadendo così nel problema noto come “catastrofe ultravioletta”), in palese contraddizione con i dati sperimentali secondo cui tali valori tendono invece a zero. Storicamente la soluzione del problema dello spettro del corpo nero è stata una delle basi della meccanica quantistica e più in generale della fisica moderna.

## Evoluzione storica
Il termine e il concetto di "corpo nero" vennero introdotti da Gustav Kirchhoff nel 1862. Lo spettro di un corpo nero venne correttamente interpretato per la prima volta nel 1900 da Max Planck (vincitore del premio Nobel nel 1918), il quale ipotizzò che la radiazione elettromagnetica fosse emessa e assorbita dagli atomi solo in pacchetti discreti, o quanti, di energia proporzionale alla frequenza dell'onda elettromagnetica. Introducendo l'ipotesi dei quanti Planck verificò che i calcoli teorici combaciavano con i dati sperimentali. Nonostante questo importante successo, che rappresenta il primo mattone della nascente teoria dei quanti o meccanica quantistica, lo stesso Planck ritenne, per diversi anni, che i quanti fossero soltanto un espediente matematico per fare tornare i conti e non un fenomeno reale.
Fu poi Einstein nel 1905 a riprendere e rilanciare la teoria dei quanti nell'ambito dei suoi studi sull'effetto fotoelettrico, per spiegare l'emissione di elettroni dalla superficie di un metallo colpito da radiazione elettromagnetica (effetto anche questo non spiegabile con la classica teoria ondulatoria di Maxwell). Secondo Albert Einstein (vincitore del premio Nobel nel 1921) non solo gli atomi emettono e assorbono energia per “pacchetti finiti” di energia, i quanti (come aveva proposto Max Planck), ma è la stessa radiazione elettromagnetica a essere costituita da quanti di luce, ossia da quantità finite di energia, poi denominati fotoni nel 1926. In altri termini, poiché la radiazione elettromagnetica è quantizzata, l'energia non è distribuita in modo uniforme sull'intero fronte dell'onda elettromagnetica, ma concentrata in grumi (noduli) di energia, i fotoni.
La teoria dei quanti di luce (fotoni) trovò la sua conferma definitiva dagli studi sperimentali dei fisici americani Robert Millikan e Arthur Compton, vincitori del Premio Nobel per la fisica, rispettivamente, nel 1923 e 1927.

## Descrizione

### Origine fisica
L'origine dell'irradiazione elettromagnetica dei corpi per effetto macroscopico della temperatura {\displaystyle T} va ricercata a livello microscopico come conseguenza del moto di roto-vibrazione molecolare di agitazione termica e quindi delle correnti elettriche variabili nel tempo degli elementi portatori di carica elettrica (protoni ed elettroni) in accordo con le leggi base dell'elettrodinamica classica ovvero le equazioni di Maxwell. La frequenza {\displaystyle f} e l'intensità {\displaystyle I} dell'onda elettromagnetica aumentano all'aumentare della temperatura {\displaystyle T} in conseguenza dell'aumentato moto di agitazione molecolare ovvero dunque delle correnti elettriche atomico-molecolari associate.

### Caratteristiche
Come detto sopra, un corpo nero è un radiatore ideale, emettendo il maggior flusso possibile per unità di superficie, a ogni lunghezza d'onda per ogni data temperatura. Un corpo nero inoltre, assorbe tutta l'energia radiante incidente su di esso: ovvero nessuna energia viene riflessa o trasmessa. I corpi reali invece si discostano più o meno sensibilmente da questa definizione e sono perciò detti corpi grigi. In altri termini si può dire che tutti i corpi reali si comportano più o meno come corpi neri a meno della loro riflettività e trasmittanza essendo in realtà corpi grigi.
La distribuzione di intensità della radiazione di un corpo nero alla temperatura {\displaystyle T} è data dalla legge della radiazione di Planck:
{\displaystyle I(\nu )d\nu ={\frac {2h\nu ^{3}}{c^{2}}}{\dfrac {1}{e^{\tfrac {h\nu }{kT}}-1}}d\nu }
dove {\displaystyle I(\nu )d\nu \ } è la quantità di energia emessa da una superficie di corpo nero sotto forma di radiazione per unità di superficie emittente, di tempo, e nell'intervallo di frequenze della radiazione stessa compreso tra {\displaystyle \nu \ } e {\displaystyle \nu +d\nu \ } (emittanza spettrale), {\displaystyle h} è la costante di Planck, {\displaystyle c} è la velocità della luce e {\displaystyle k} è la costante di Boltzmann.
Espressa in funzione della lunghezza d'onda la distribuzione d'intensità prende la forma:
{\displaystyle I(\lambda )d\lambda ={\frac {2hc^{2}}{\lambda ^{5}}}{\dfrac {1}{e^{\tfrac {hc}{\lambda kT}}-1}}d\lambda }
È importante osservare che l'espressione di Planck scritta sopra non va intesa come una funzione nel senso ordinario, bensì come una funzione generalizzata nel senso delle distribuzioni, cioè essa ha valore soltanto in espressioni integro-differenziali: pertanto la caratteristica di presentare, per esempio, un massimo in corrispondenza di una determinata frequenza, massimo di emissione che si sposta verso le alte frequenze al crescere della temperatura (legge di Wien), si ritrova anche esprimendo la distribuzione planckiana in termini di lunghezze d'onda, in tal caso la legge di Wien si esprime dicendo che la lunghezza d'onda in corrispondenza della quale vi è massima radiazione si sposta verso lunghezze d'onda più piccole al crescere della temperatura.
La lunghezza d'onda alla quale l'intensità della radiazione emessa dal corpo nero è massima è data dalla legge di Wien
{\displaystyle \lambda _{\mathrm {max} }T={\text{costante}}=2898\mathrm {\ \mu m\cdot K} }
e la potenza totale emessa per unità di superficie (appunto, l'intensità) è data dalla legge di Stefan-Boltzmann
{\displaystyle I=\sigma T^{4}\ }
con
{\displaystyle \sigma =5{,}67\cdot 10^{-8}\mathrm {\ W/(m^{2}\cdot K^{4})} }
Entrambe queste leggi sono deducibili dalla legge della radiazione di Planck, la prima cercandone il massimo in termini della lunghezza d'onda, la seconda integrando la funzione su tutte le frequenze da zero ad infinito.
L'oggetto più simile a un corpo nero che si possa realizzare in laboratorio è un corpo cavo dalle pareti interne riflettenti sul quale è praticato un piccolo foro: la luce in ingresso dal foro resta intrappolata all'interno del corpo perché la probabilità che essa fuoriesca dal foro è molto bassa. In astronomia alcuni oggetti come le stelle sono approssimativamente dei corpi neri. Uno spettro da corpo nero quasi perfetto viene esibito dalla radiazione cosmica di fondo, la cui temperatura è di circa 2,7 kelvin.
È importante ricordare che un qualunque corpo che si trovi a temperatura {\displaystyle T\neq 0~\mathrm {K} } è sorgente di radiazione elettromagnetica dovuta al moto di agitazione termica degli atomi che lo compongono. L'emissione di energia elettromagnetica avviene a spese dell'energia termica.
Dunque all'interno della cavità sarà sempre presente una radiazione termica, e nel caso in cui la temperatura rimanga costante (condizioni di equilibrio termodinamico) la distribuzione di radiazione viene detta spettro di corpo nero.
All'aumentare della temperatura del corpo nero, oltre a emettere più potenza elettromagnetica per la legge di Stefan-Boltzmann (campana meno schiacciata), per la legge di Wien il corpo stesso emetterà il suo massimo (picco spettrale) di radiazione spostandosi sempre più verso frequenze più alte (lunghezze d'onda più corte) passando così anche per il visibile come accade per le stelle (considerate corpi neri) giustificandone, in tal modo, la loro luminosità (solo in apparente contrasto con la definizione di corpo "nero").

### Calcolo dello spettro di corpo nero
Consideriamo una cavità al cui interno è presente un mezzo di indice di rifrazione {\displaystyle \eta }. Inoltre supponiamo che il mezzo sia omogeneo e isotropo per cui {\displaystyle \eta } è invariante rispettivamente per traslazioni e rotazioni. Inoltre supponiamo che il dielettrico non sia ferromagnetico per cui {\displaystyle \mu _{r}\simeq 1} e {\displaystyle \eta ^{2}\simeq \varepsilon _{r}}.
All'interno della cavità è possibile definire una densità di energia elettromagnetica ottenibile a partire dalle equazioni di Maxwell:
{\displaystyle \rho (E,B)={\frac {1}{2}}\varepsilon _{0}\left(\varepsilon _{r}E^{2}+{\frac {c^{2}B^{2}}{\mu _{r}}}\right)}
per cui l'energia e.m. totale è
{\displaystyle W=\int _{V}\rho dV\ }
A noi interessa calcolare la distribuzione spettrale di energia, ovvero la {\displaystyle \rho _{\omega }\ } per cui
{\displaystyle d\rho _{\omega }=\rho _{\omega }d\omega \ }
rappresenta la densità di energia e.m. presente con frequenza compresa tra {\displaystyle \omega \ } e {\displaystyle \omega +d\omega \ }.
Il motivo per cui ci interessa questa quantità e non direttamente l'emittanza spettrale è poiché questa, {\displaystyle I_{\omega }\ }, è legata alla densità di energia del campo elettromagnetico all'interno della cavità dalla seguente relazione
{\displaystyle I_{\omega }\ ={\frac {c}{4}}\rho _{\omega }}.
Poiché tra le due quantità vi è solo un coefficiente di proporzionalità, si può passare dall'una all'altra immediatamente, e poiché la densità di energia è legata alla distribuzione della radiazione elettromagnetica all'interno della cavità all'equilibrio termico, essa sarà soggetto dell'indagine nella trattazione seguente.
Attraverso un breve ragionamento è possibile vedere come la {\displaystyle \rho _{\omega }\ } possa dipendere esclusivamente dalla frequenza e temperatura e non dalla forma e materiale di cui è costituita la cavità.
Consideriamo infatti due cavità di forma e materiale differente che si trovino alla stessa temperatura {\displaystyle T}. In entrambe le cavità ci sarà una certa distribuzione di energia elettromagnetica descritta dalle funzioni {\displaystyle \rho _{\omega }^{1}\ } e {\displaystyle \rho _{\omega }^{2}\ }.
Supponiamo che per una generica frequenza {\displaystyle \omega } valga:{\displaystyle \rho _{\omega }^{1}>\rho _{\omega }^{2},}
allora se uniamo le due cavità attraverso un collegamento ottico con un filtro che permetta il trasferimento di energia alla frequenza {\displaystyle \omega \ } ci sarà un flusso di energia dalla cavità 1 alla cavità 2. Questo però va contro il secondo principio della termodinamica perché le due cavità si trovano alla stessa temperatura, dunque concludiamo che dev'essere {\displaystyle \rho _{\omega }^{1}=\rho _{\omega }^{2}\ }, e {\displaystyle \rho _{\omega }=\rho _{\omega }(\omega ,T)\ }.
Per quanto detto possiamo limitarci a considerare una cavità che abbia una geometria semplice, per esempio un cubo di spigolo di lunghezza {\displaystyle a}. Supponiamo che le pareti siano perfettamente conduttrici: allora è possibile immagazzinare e conservare energia e.m. all'interno della cavità senza perdite purché le frequenze corrispondano alle frequenze di risonanza della cavità. Le frequenze di risonanza della cavità sono quelle per cui si instaurano delle onde stazionarie, quindi nelle tre direzioni devono essere comprese un numero intero di semilunghezze d'onda. Vediamo per un lato:
{\displaystyle l{\frac {\lambda }{2}}=a\Longrightarrow \lambda ={\frac {2a}{l}}\ }
con {\displaystyle l} numero intero. Siccome {\displaystyle \omega =2\pi {\frac {c}{\lambda }}} si ottiene per la pulsazione
{\displaystyle \omega =c{\frac {l\pi }{a}}\ }
Considerando il caso tridimensionale, quello che si ottiene è che le frequenze di risonanza della cavità considerata sono date da:
{\displaystyle \omega ={\frac {c}{\eta }}\left[\left({\frac {l\pi }{a}}\right)^{2}+\left({\frac {m\pi }{a}}\right)^{2}+\left({\frac {n\pi }{a}}\right)^{2}\right]^{\frac {1}{2}}\ }
con {\displaystyle l,m,n} numeri interi.
Notando che {\displaystyle \omega =kc\ } dove {\displaystyle k} è il vettore d'onda, possiamo riscrivere la precedente come
{\displaystyle \omega ={\frac {c}{\eta }}{\Big [}(k_{x})^{2}+(k_{y})^{2}+(k_{z})^{2}{\Big ]}^{\frac {1}{2}}\ }
Si noti poi che per ogni terna ({\displaystyle l,m,n}) esistono due modi distinti: il trasversale elettrico e trasversale magnetico.
Per modo si intende una particolare configurazione dei campi elettrico e magnetico che soddisfi la condizione di risonanza. Il modo trasversale elettrico è tale per cui in ogni punto della cavità il campo elettrico è diretto nella direzione perpendicolare a {\displaystyle {\hat {z}}\ }; il modo trasversale magnetico è tale per cui è il campo magnetico ad avere direzione perpendicolare a {\displaystyle {\hat {z}}\ } per ogni punto.
Vogliamo ora calcolare qual è il numero di modi compresi tra 0 e una generica frequenza {\displaystyle \omega \ }, cioè tali da avere un vettore d'onda compreso in modulo tra 0 e {\displaystyle {\frac {\omega \eta }{c}}\ }.
Dunque ci mettiamo nello spazio delle fasi. Tutti i punti individuati da {\displaystyle (k_{x},k_{y},k_{z})\ } che rispettano la condizione di risonanza formano un reticolo la cui cella unitaria ha dimensioni:{\displaystyle \left({\frac {\pi }{a}},{\frac {\pi }{a}},{\frac {\pi }{a}}\right)\ }. La condizione
{\displaystyle 0\leq k\leq {\frac {\omega \eta }{c}}\ } individua una sfera nello spazio delle fasi.
Ogni celletta ha contigui otto modi (i vertici) e allo stesso tempo ogni vertice è condiviso da otto cellette, concludiamo che si ha un modo per ogni cella (in realtà due perché per ogni terna {\displaystyle (k_{x},k_{y},k_{z})\ } c'è un modo trasversale elettrico e trasversale magnetico come visto più sopra).
È facile adesso calcolare il numero di modi compresi all'interno della sfera, tenendo conto che siamo interessati a un solo ottante perché {\displaystyle l,m,n} sono numeri naturali e come tali positivi:
{\displaystyle N_{\omega }={\frac {\displaystyle {\frac {1}{8}}{\frac {4}{3}}\pi (\omega \eta /c)^{3}}{\left({\frac {\pi }{a}}\right)^{3}}}\ }
cioè
{\displaystyle N_{\omega }={\frac {1}{3}}{\frac {\omega ^{3}\eta ^{3}}{c^{3}\pi ^{2}}}V\ }
dove {\displaystyle V\ } è il volume della celletta nello spazio delle fasi.
Per arrivare alla {\displaystyle \rho _{\omega }\ } ci interessa valutare il numero di modi per unità di volume e di frequenza, quindi ci interessa
{\displaystyle p_{\omega }={\frac {1}{V}}{\frac {dN_{\omega }}{d\omega }}={\frac {\omega ^{2}\eta ^{3}}{c^{3}\pi ^{2}}}\ }
A questo punto è semplice passare alla densità spettrale di energia, infatti è sufficiente moltiplicare la precedente per il valore medio dell'energia dei modi alla frequenza {\displaystyle \omega \ }. Proprio in questo passaggio si incontra l'incongruenza della fisica classica, che non riesce a spiegare l'andamento della distribuzione spettrale della radiazione emessa da un corpo nero.
Classicamente la distribuzione di energia e.m. presente nella cavità, e dovuta al moto di agitazione termica dei vari atomi delle pareti, deve essere la stessa di questa miriade di oscillatori armonici classici che si trovano a una temperatura {\displaystyle T}.
Prendiamo in considerazione una frequenza {\displaystyle \omega \ }, la meccanica statistica ci dice che la probabilità che uno di questi oscillatori alla frequenza {\displaystyle \omega \ } e temperatura {\displaystyle T} abbia energia compresa tra {\displaystyle E\ } ed {\displaystyle E+dE\ } è data dalla legge di Boltzmann:
{\displaystyle dP(E)=Ce^{-{\frac {E}{k_{B}T}}}dE\ }
dove {\displaystyle k_{B}} è la costante di Boltzmann. Quindi il valor medio dell'energia vale
{\displaystyle \langle E\rangle ={\frac {\displaystyle \int _{0}^{\infty }ECe^{-{\frac {E}{k_{B}T}}}dE}{\displaystyle \int _{0}^{\infty }Ce^{-{\frac {E}{k_{B}T}}}dE}}}
Poniamo {\displaystyle \beta ={\frac {1}{k_{B}T}}}.
Si nota facilmente che
{\displaystyle -{\frac {d}{d\beta }}\ln \int _{0}^{\infty }e^{-\beta E}dE={\frac {\displaystyle \int _{0}^{\infty }Ee^{-\beta E}dE}{\displaystyle \int _{0}^{\infty }e^{-\beta E}dE}}=\langle E\rangle }
Quindi:
{\displaystyle \langle E\rangle =-{\frac {d}{d\beta }}\ln \left[-{\frac {1}{\beta }}e^{-\beta E}\right]_{0}^{\infty }=-{\frac {d}{d\beta }}\ln \left({\frac {1}{\beta }}\right)={\frac {1}{\beta }}=k_{B}T\ }
Per cui secondo la fisica classica:
{\displaystyle \rho _{\omega }=p_{\omega }\langle E\rangle ={\frac {\omega ^{2}\eta ^{3}}{c^{3}\pi ^{2}}}k_{B}T\ }
La precedente è la formula classica di Rayleigh-Jeans e non riproduce affatto i dati sperimentali! Infatti la densità spettrale di energia tende a infinito per {\displaystyle \omega } tendente a infinito e quindi per {\displaystyle \lambda } tendente a zero. Questo è il cosiddetto fenomeno della catastrofe ultravioletta. Inoltre si vede che integrando la densità spettrale di energia su tutte le frequenze possibili si ottiene un'energia infinita!
Ed è proprio qui che entra in gioco Planck. Egli supera i problemi della fisica classica supponendo che la radiazione e.m. sia quantizzata, cioè egli discretizza l'energia dei modi considerandola multipla di una quantità legata alla frequenza del modo stesso:
{\displaystyle E_{n}=nh\nu \ }
Allo stesso tempo egli introduce una nuova distribuzione di probabilità per cui la probabilità che il modo in questione possegga un'energia {\displaystyle E_{n}} vale:
{\displaystyle P(E_{n})=Ce^{\frac {-n\hbar \omega }{kT}}\ }
inoltre siccome l'energia è discretizzata gli integrali sono sostituiti da sommatorie e il valor medio dell'energia vale:
{\displaystyle \langle E\rangle ={\frac {\displaystyle \sum _{n=0}^{\infty }n\hbar \omega e^{\frac {-n\hbar \omega }{kT}}}{\displaystyle \sum _{n=0}^{\infty }e^{\frac {-n\hbar \omega }{kT}}}}}
anche in questo caso si ha che:
{\displaystyle \langle E\rangle =-{\frac {d}{d\beta }}\ln \left[\sum _{n=0}^{\infty }e^{-n\hbar \omega \beta }\right]}
la sommatoria che compare nella precedente è una serie geometrica di ragione {\displaystyle e^{-\hbar \omega \beta }} per cui
{\displaystyle \langle E\rangle =-{\frac {d}{d\beta }}\ln \left[{\frac {1}{1-e^{-\hbar \omega \beta }}}\right]={\frac {\hbar \omega }{e^{\hbar \omega \beta }-1}}}
e finalmente riusciamo a ottenere l'espressione della densità spettrale di radiazione del corpo nero:
{\displaystyle \rho _{\omega }={\frac {\hbar \eta ^{3}\omega ^{3}}{\pi ^{2}c^{3}\left[e^{\frac {\hbar \omega }{kT}}-1\right]}}}
la precedente riproduce bene i dati sperimentali se
{\displaystyle h=2\pi \hbar =6{,}626\cdot 10^{-34}\,\mathrm {Js} }
Inoltre il numero medio di fotoni per modo è dato da
{\displaystyle {\bar {q}}={\frac {\langle E\rangle }{h\nu }}={\frac {1}{e^{\frac {h\nu }{kT}}-1}}}
e per frequenze nel campo ottico {\displaystyle (\nu \simeq 10^{14}\,\mathrm {Hz} )\ } alla temperatura {\displaystyle T=300\ \mathrm {K} } vale {\displaystyle {\bar {q}}\simeq e^{-16}\simeq 10^{-7}\ }.
Si capisce quindi che a temperatura ambiente l'emissione nella banda del visibile (della larghezza di una sola ottava) è completamente trascurabile.

### Legge di Wien
La legge di Wien si ricava andando a considerare per quale lunghezza d'onda si ha un massimo di emissione. Per fare questo bisogna prima passare all'espressione della distribuzione spettrale in funzione di {\displaystyle \lambda \ }:
{\displaystyle \rho _{\omega }d\omega =\rho _{\omega }{\frac {d\omega }{d\lambda }}d\lambda =\rho _{\lambda }d\lambda \ }
{\displaystyle \omega =2\pi {\frac {c}{\lambda }}\ }
{\displaystyle d\omega =-{\frac {2\pi c}{\lambda ^{2}}}d\lambda \ }
per cui:
{\displaystyle \rho _{\omega }d\omega ={\frac {\eta ^{3}{\frac {(2\pi c)^{3}}{\lambda ^{3}}}\hbar }{\pi ^{2}c^{3}\left[e^{\frac {2\pi \hbar c}{\lambda kT}}-1\right]}}\left({\frac {-2\pi c}{\lambda ^{2}}}\right)d\lambda \ }
e infine:
{\displaystyle \rho _{\lambda }d\lambda ={\frac {8\pi hc\eta ^{3}}{\lambda ^{5}\left[e^{\frac {hc}{\lambda kT}}-1\right]}}d\lambda \ }
Per semplificare i calcoli poniamo:
{\displaystyle x={\frac {hc}{\lambda kT}}\ }
e troviamo il massimo della funzione spettrale derivando rispetto a x:
{\displaystyle {\frac {d\rho _{\lambda }}{dx}}=0\Longrightarrow e^{-x}+{\frac {x}{5}}-1=0\ }
La precedente è un'equazione trascendente la cui soluzione approssimata è {\displaystyle x=x_{0}=4{,}9651\ }, quindi
{\displaystyle {\frac {hc}{\lambda _{\mathrm {max} }kT}}=x_{0}=cost\ }
e infine
{\displaystyle \lambda _{\mathrm {max} }T=b\ }
con b costante,
{\displaystyle b=2{,}8978\cdot 10^{-3}\ \mathrm {m\cdot K} }
La precedente esprime la legge di Wien per cui all'aumentare della temperatura il massimo di emissione si sposta verso lunghezze d'onda minori e quindi energie maggiori. Se ne deduce che al variare della temperatura del corpo varia il colore!
Introduciamo quindi il concetto di temperatura di colore, come la temperatura cui corrisponde un ben determinato massimo di emissione. Questo è per esempio il metodo utilizzato per capire quale sia la temperatura di forni particolarmente potenti per i quali è chiaramente impossibile pensare all'utilizzo di un termometro e, allo stesso modo, è anche utilizzato in astrofisica per stimare la temperatura superficiale delle stelle.

### Legge di Stefan - Boltzmann
La legge di Stefan - Boltzmann riguarda l'intensità di radiazione emessa, quindi incominciamo con il calcolare l'espressione della densità di energia integrando la densità spettrale di energia su tutta la banda di frequenze:
{\displaystyle \rho =\int _{0}^{\infty }{\frac {\hbar \eta ^{3}\omega ^{3}}{\pi ^{2}c^{3}[e^{\frac {\hbar \omega }{kT}}-1]}}d\omega \ }
{\displaystyle x={\frac {\hbar \omega }{kT}}\ }
{\displaystyle \rho ={\frac {\eta ^{3}(kT)^{4}}{\pi ^{2}c^{3}\hbar ^{3}}}\int _{0}^{\infty }{\frac {x^{3}}{e^{x}-1}}dx\ }
L'integrale che compare nella precedente espressione è calcolabile esattamente e vale {\displaystyle {\frac {\pi ^{4}}{15}}}. Quindi
{\displaystyle \rho ={\frac {\pi ^{2}\eta ^{3}k^{4}}{15c^{3}\hbar ^{3}}}T^{4}\ }
La densità di energia è chiaramente un'energia per unità di volume. L'intensità è un'energia per unità di superficie e di tempo, quindi in pratica una densità per una velocità. Segue che la dipendenza da {\displaystyle T\ } non cambia e si può scrivere:
{\displaystyle F(T)=\sigma T^{4}\ }
la precedente esprime la legge di Stefan - Boltzmann cercata. {\displaystyle F\ } è detta emittanza di radiazione, e {\displaystyle \sigma } è la costante di Stefan-Boltzmann che vale
{\displaystyle \sigma =5{,}67\cdot 10^{-8}\,\mathrm {Wm^{-2}K^{-4}} \ }
Si noti che l'intensità di emissione va con la quarta potenza della temperatura.